# 100%帕斯卡老師
《100% 帕斯卡老師》（日語：100% パスカル先生）是日本漫畫家井ゆうじ的搞笑漫畫作品，於《快樂快樂月刊》（小學館）2015年2月號開始連載。於2017年4月至12月播放電視動畫。

## 登場人物

### 4年一班
帕斯卡老師（配音：佐藤花（日本）；石梓晴（香港））
本作品的主人公。隼人班上的新任班主任，對於他存在的一切都是謎。
超級帕斯卡
因憤怒以及對金錢有強烈欲望而產生覺醒新力量的帕斯卡。
1%帕斯卡
百分之一大小的帕斯卡
小帕斯卡(パスカルジュニア)
0%帕斯卡(0%パスカル)
早川隼人，配音：小平有希、陣谷遥（30年後）（日本）；鄭家蕙、陳漢祺（30年後）（香港）
千佳，配音：冨岡美沙子（日本）；廖欣怡（香港）
金森史提夫，配音：小林大紀（日本）；羅婉楓（香港）
岩田，配音：武田幸史（日本）；袁德基（香港）
立花光，配音：丸山有香（日本）；何凱怡（香港）
北野祐介，配音：浜添伸也（日本）；陳漢祺（香港）
伊集院綺羅利 (伊集院きらり) ，配音：水橋かおり（日本）； 莊巧兒（香港）

### 其他
校長，配音：星野充昭（日本）；李家傑（香港）
木枝小學的校長｡
川本先生，配音：保村真（日本）
4年1班的前任班主任，動畫中校長解釋是說突然辭職回去當Youtuber了。

### 完美Plate
英雄帕斯卡/英雄帕斯卡勝利/英雄帕斯卡勝利2（ヒーローパスカル / ヒーローパスカルV / ヒーローパスカルV2）
冷酷帕斯卡/冷酷帕斯卡勝利/冷酷帕斯卡黑暗（クールパスカル / クールパスカルV / クールパスカルD）

## 播放電視台
| 香港 ViuTV 星期一至五 9:00-9:15 · 3月24日、4月13日、14日暫停播映        | 香港 ViuTV 星期一至五 9:00-9:15 · 3月24日、4月13日、14日暫停播映  | 香港 ViuTV 星期一至五 9:00-9:15 · 3月24日、4月13日、14日暫停播映 |
| ----------------------------------------------------------------------- | ----------------------------------------------------------------- | ---------------------------------------------------------------- |
|                                                                         | 100%帕斯卡老師 重播 （2020年3月23日－5月14日）                    |                                                                  |
| 有營俠大冒險2 重播，第1－9集 （2020年3月10日－2020年3月20日 9:00-9:30） | 動感火車家族2 重播，第1－16集 （2020年5月15日－6月5日 9:00-9:30） |                                                                  |

## 腳註

## 外部鏈結
- 動畫「100%パスカル先生」官方網站（日語）
- Viutv 99台 節目表 (100%帕斯卡老師)（页面存档备份，存于）